# Гижицкие
Гижицкие (пол. Kategoria:Giżyccy herbu Gozdawa‎) — дворянский и графский род.

## Происхождение и история рода
Род принадлежал к гербу Гоздава и берёт своё начало с XV века. Существовали также несколько родов Гижицких гербов: Grabie, Nalecz, Prus III.
Францишек-Ксаверий Гижицкий (1786—1850), автор нескольких книг, в 1824 году был возведен в графское достоинство королевства Польского. Потомки рода осели в Подолии и на Волыни, и несколько родов Гижицких в XIX столетии были внесены в Дворянскую родословную книгу Подольской губернии.
С присоединением к России территорий, в результате раздела Польши, Гижицкие вступают в русскую службу. Одним из представителей этого рода, поселившимся в России, был Гижицкий, Игнатий Иванович (1752—1816) — генерал-майор.
Гижицкие служили как по гражданскому, так и по военному ведомству, в их числе:
- Варфоломей Каэтанович (1775—1826) — Генерал-майор, действительный статский советник, Волынский губернатор.
- Иван и Степан Александровичи Гижицкие — предводители дворянства Ананьевского уезда;
- Любовь Ивановна Гижицкая (в замужестве Курис) — известная благотворительница;
- Александр Степанович (1869—1938) — камергер, действительный статский советник, член III и IV Государственной Думы;
- Михаил Львович — Державный секретарь в правительстве Украины гетмана П. П. Скоропадского.

Николай, сын Антона, в 1752 году продал Андрею Лохинскому имение своё Несвястовице в Гнезненском Повете Калишского Воеводства состоявшее.